# Monument als herois epònims

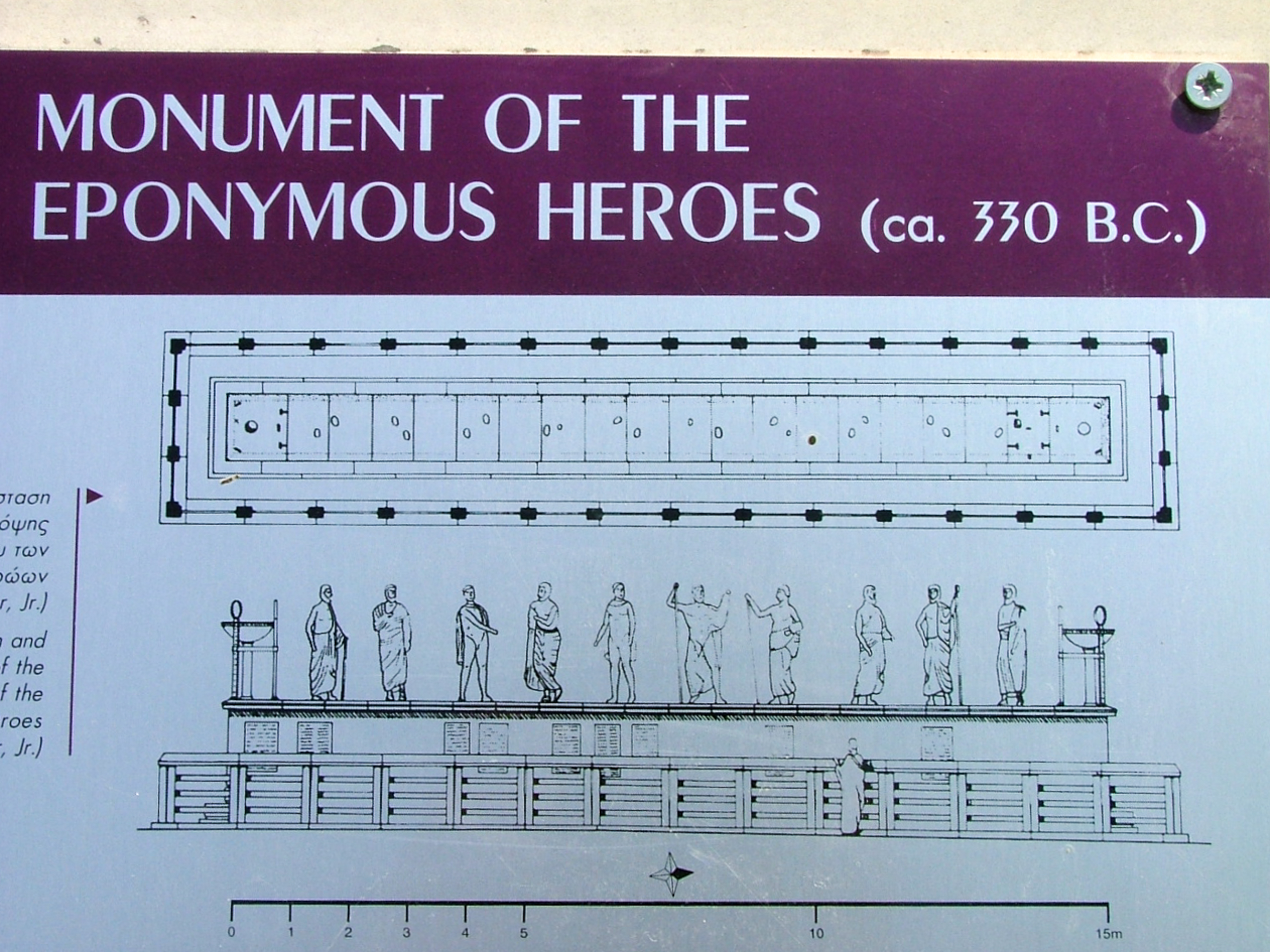
Detall del plànol del monument als herois epònims i dibuix de la reconstrucció (àgora d'Atenes)

El monument als herois epònims és un monument públic de l'àgora d'Atenes. La data de la construcció és incerta, però es calcula que devia ser al voltant del segle v aC, a partir de les reformes politicosocials del legislador Clístenes.
Les referències més antigues al monument es troben en Aristòfanes, el 420 aC, mentre que el monument actual data del 330 aC. L'edifici dona prova de la importància de les reformes de Clístenes.
El monument del segle iv aC està format per una llarga base que constava d'estàtues de bronze que representaven els deu herois epònims de les nou tribus de Clístenes. L'edifici també tenia una funció pràctica, ja que s'hi fixava informació útil per a les diferents tribus, a més d'informació general.